# Catacumbas de Domitila
Las Catacumbas de Domitila son un cementerio cristiano subterráneo  que lleva el nombre de la familia de Domitila que había ordenado inicialmente su excavación. Se encuentran en Roma, Italia. Están situadas a más de 16 metros bajo tierra, a unos 2 kilómetros del sur de la Appia Antica (Vía Apia) y se extienden a lo largo de 15 kilómetros. Fueron utilizados activamente como cementerio desde el siglo I hasta el V d. C. y fueron redescubiertos en 1593 por Antonio Bosio, un arqueólogo Incluyen más de 26 000 tumbas. Más recientemente, han sido restauradas con láser, lo que ha permitido ver con mucha más claridad las imágenes de las paredes. A diferencia de otras catacumbas romanas, estas catacumbas aún conservan restos humanos.

## Restauración

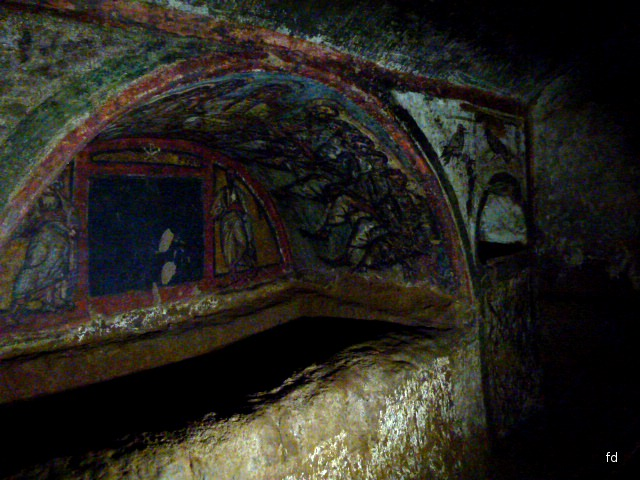
Catacumba de Domitila

Las catacumbas están compuestas de  toba, una forma de piedra caliza que es porosa. Terminando en 2017, los restauradores utilizaron láseres para ayudar a restaurar dos habitaciones. Los restauradores trabajaron para eliminar las capas de algas, los depósitos de humo y una sustancia calcárea. Lo que quedó al descubierto fueron frescos de inspiración pagana y cristiana. Hasta el momento, solo se han restaurado 12 de las cerca de 70 habitaciones.

## Pinturas murales
En el interior de las Catacumbas de Domitila se encuentran imágenes, algunas de las cuales fueron reveladas por la restauración, que reflejan la vida de los panaderos, vides de uva, Jesús con los apóstoles, Arca de Noé, y Daniel con los leones. Otras figuras bíblicas en los diversos cubicula incluyen a la Virgen María con el niño, Adán, Eva,  Jonás, El Buen Pastor, un joven vestido de cardenal con los apóstoles Pedro y Pablo. Entre las figuras no bíblicas, o paganas, se incluyen representaciones de la primavera y el verano en forma de mujeres con alas, ambas representadas con asistentes y escenas que representan a Orfeo rodeado de pájaros, bestias y las ovejas que típicamente le acompañan. También hay otras imágenes de bestias mitológicas y salvajes o domesticadas más allá de las representaciones de Orfeo.